# Epomis circumscriptus
Epomis circumscriptus é uma espécie de insetos coleópteros pertencente à família Carabidae.<
A autoridade científica da espécie é Duftschmid, tendo sido descrita no ano de 1812.
Trata-se de uma espécie presente no território português.